# Halloween: Resurrection
Halloween: Resurrection is een Amerikaanse horrorfilm uit 2002, geregisseerd door Rick Rosenthal. Het is het achtste vervolg op het originele Halloween uit 1978.

## Synopsis
Laurie Strode (Jamie Lee Curtis) is drie jaar nadat ze een man heeft onthoofd waarvan zij dacht dat het Michael Myers was, opgenomen als patiënt in een psychiatrisch instituut. Op dat moment komt Myers terug. Hij doet alsof hij zijn masker afneemt, zodat zij denkt dat hij het niet is. Als ze zelf probeert zijn masker af te nemen, vermoordt hij haar.
Later winnen zes studenten een overnachting in het geboortehuis van Myers om uit te vinden wat hem tot waanzin dreef. Dit wordt live op internet uitgezonden. Wanneer ze in het huis zijn, gaat het mis als Myers (Brad Loree) 'thuiskomt'. Sara Moyer (Bianca Kajlich) probeert met behulp van een online vriend te ontsnappen, maar Myers is niet van plan iemand levend buiten te laten komen.

## Rolverdeling
- Jamie Lee Curtis — Laurie Strode
- Brad Loree — Michael Myers
- Bianca Kajlich — Sara Moyer
- Busta Rhymes — Freddie Harris
- Sean Patrick Thomas — Rudy Grimes
- Daisy McCrackin — Donna Chang
- Katee Sackhoff — Jenna
- Luke Kirby — Jim Morgan
- Thomas Ian Nicholas — Bill Woodlake
- Ryan Merriman — Myles 'Deckard' Barton
- Tyra Banks — Nora Winston
- Billy Kay — Scott
- Gus Lynch — Harold
- Lorena Gale — Zuster Wells
- Marisa Rudiak — Zuster Phillips

## Ontvangst
Halloween: Resurrection werd uitgebracht op 12 juli 2002 en werd door het publiek relatief slecht ontvangen. Op Rotten Tomatoes heeft de film een score van 12% op basis van 67 beoordelingen. Metacritic komt op een score van 19/100, gebaseerd op 17 beoordelingen.